# Dromasauria
De Dromasauria zijn een kunstmatige groepering van kleine anomodontische therapsiden uit het Midden- en Laat-Perm van Zuid-Afrika. Het waren kleine dieren met een kleine kop met grote ogen, slanke poten en een lange staart. 
Galepus en Galechirus zijn nauw verwant en vormen samen de zustergroep van de Venyukovioidea en de Chainosauria. Galeops is echter geen nauwe verwant van de andere Dromasauria, maar van de Dicynodontia. Onderstaand cladogram geeft deze verwantschappen weer, waarbij de Dromasauria dik gedrukt zijn:
|  | Galepus    |
|  |            |
|  | Galechirus |
|  |            |

|  | Patranomodon                                             |
|  |                                                          |
|  | \| \| Galeops \| \| \| \| \| \| Dicynodontia \| \| \| \| |
|  |                                                          |
|  | Galeops                                                  |
|  |                                                          |
|  | Dicynodontia                                             |
|  |                                                          |

|  | Galeops      |
|  |              |
|  | Dicynodontia |
|  |              |

|  | Galepus    |
|  |            |
|  | Galechirus |
|  |            |

|  | Patranomodon                                             |
|  |                                                          |
|  | \| \| Galeops \| \| \| \| \| \| Dicynodontia \| \| \| \| |
|  |                                                          |
|  | Galeops                                                  |
|  |                                                          |
|  | Dicynodontia                                             |
|  |                                                          |

|  | Galeops      |
|  |              |
|  | Dicynodontia |
|  |              |

|  | Galepus    |
|  |            |
|  | Galechirus |
|  |            |

|  | Patranomodon                                             |
|  |                                                          |
|  | \| \| Galeops \| \| \| \| \| \| Dicynodontia \| \| \| \| |
|  |                                                          |
|  | Galeops                                                  |
|  |                                                          |
|  | Dicynodontia                                             |
|  |                                                          |

|  | Galeops      |
|  |              |
|  | Dicynodontia |
|  |              |

|  | Galepus    |
|  |            |
|  | Galechirus |
|  |            |

|  | Patranomodon                                             |
|  |                                                          |
|  | \| \| Galeops \| \| \| \| \| \| Dicynodontia \| \| \| \| |
|  |                                                          |
|  | Galeops                                                  |
|  |                                                          |
|  | Dicynodontia                                             |
|  |                                                          |

|  | Galeops      |
|  |              |
|  | Dicynodontia |
|  |              |

Ze vertegenwoordigen ofwel een parafyletische graad of een polyfyletische groepering van kleine niet-dicynodonte basale anomodonten in plaats van een clade, en als zodanig worden ze vandaag beschouwd als een ongeldige groepering. 'Dromasauriërs' werden historisch verenigd door hun oppervlakkig gelijkaardige verschijningen die niet lijken op die van andere bekende anomodonten. Ze zijn allemaal klein van formaat met slanke ledematen en lange staarten, en hebben korte schedels met zeer grote oogkassen. 'Dromasauria' (soms ook bekend als 'Dromasauroidea') omvat traditioneel drie geslachten, allemaal uit de Karoosupergroep van Zuid-Afrika: Galepus, Galechirus en Galeops. Deze geslachten zijn soms verdeeld in twee subgroepen, de monotypische familie Galeopidae (met alleen Galeops) en de Galechiridae voor Galechiris en Galepus.
Ondanks hun oppervlakkige overeenkomsten wordt 'Dromasauria' niet erkend in de moderne taxonomie op basis van cladistiek (waar groepen gebaseerd zijn op gedeelde gemeenschappelijke voorouders). In plaats van hun eigen clade te vormen, hebben fylogenetische analyses uitgewezen dat de verschillende 'dromasauriërs' individueel verdeeld zijn over de evolutionaire boom van basale anomodonten. Met name Galeops blijkt consequent veel dichter bij de dicynodonten te staan dan bij de andere 'dromasauriërs'. Sommige eerdere studies hebben een nauwe zusterverhouding tussen Galechirus en Galepus in een clade afgeleid of zelfs gevonden, waaraan soms de naam Galechiridae is toegekend. Recentere fylogenetische analyses met meer gegevens en completere exemplaren van basale anomodonten hebben ze echter ook op afzonderlijke punten in de stamboom gevonden.